# Танец на цыпочках
«Танец на цыпочках» — четвёртый студийный альбом группы «Настя», выпущенный в 1994 году, Единственный альбом римейков в общей дискографии Насти.

## История
После весьма трагичной истории с предыдущим альбомом — «Невестой» — и небольшой сменой состава (клавишника Глеба Вильнянского сменяет Игорь Гришенков из «Апрельского марша», басист Вячеслав Двинин уезжает за границу, его заменяет вернувшийся в коллектив Вадим Шавкунов) Настя и Егор Белкин переезжают в Санкт-Петербург. В течение года Полева не пишет новых песен. От предыдущей сессии у Насти осталось только две внеальбомных композиции — «Танец на цыпочках», впервые прозвучавшая на IV фестивале Свердловского рок-клуба и получившая приз зрительских симпатий, и «Серые розы».

Толчком для этой работы послужила запись древней песни «Летучий фрегат» из репертуара «Наутилуса», вошедшей в сборный альбом «Отчёт», посвященный десятилетию группы. Опередив на несколько лет ретро-ностальгию и мутный поток старых песен о главном, Насте удалось вернуть вторую молодость известным и малоизвестным композициям Гребенщикова, Бутусова, Шахрина, «Странных игр» и «Агаты Кристи». В этом же альбоме наконец-то нашлось место композициям Насти «Серые розы» и «Танец на цыпочках», записанным в период подготовки «Невесты», но не вошедшим в неё по причинам стилевого несоответствия.— Александр Кушнир. Из буклета CD "Легенды русского рока: Настя"
Более того, композиция «Танец на цыпочках» — единственная композиция альбома, записанная полным «свердловским» составом.

Когда песня писалась, я представляла себе Наполеона — маленького, несчастного, ему приходилось тянуться, вставать на цыпочки, чтобы завоевать мир.— Настя Полева

## Список композиций
| №   | Название                         | Текст песни                            | Музыка                                    | Длительность |
| --- | -------------------------------- | -------------------------------------- | ----------------------------------------- | ------------ |
| 1.  | «Танец на цыпочках»              | Настя Полева                           | Настя Полева                              | 6:41         |
| 2.  | «10 стрел»                       | Борис Гребенщиков                      | Юрий Дышлов                               | 8:29         |
| 3.  | «После и снова»                  | Вячеслав Бутусов                       | Вячеслав Бутусов                          | 4:23         |
| 4.  | «На небе вороны»                 | Юрий Шевчук                            | Юрий Шевчук                               | 6:00         |
| 5.  | «Хороводная»                     | Морис Фомбёр, перевод Михаила Кудинова | Странные игры                             | 6:26         |
| 6.  | «Что такое зима»                 | Владимир Шахрин                        | Владимир Шахрин                           | 5:12         |
| 7.  | «Размышления компьютера о любви» | Илья Кормильцев                        | Александр Пантыкин                        | 4:58         |
| 8.  | «Кошка»                          | Глеб Самойлов                          | Вадим Самойлов                            | 2:44         |
| 9.  | «Голоса»                         | Евгений Кормильцев                     | Евгений Кормильцев                        | 4:21         |
| 10. | «Серые розы»                     | Настя Полева                           | Настя Полева                              | 5:55         |
| 11. | «Герои»                          | Вадим Самойлов                         | Вадим Самойлов                            | 2:18         |
| 12. | «Forever»                        | Егор Белкин                            | Андрей Балашов, Настя Полева, Егор Белкин | 5:55         |

| №   | Название        | Текст песни       | Музыка            | Длительность |
| --- | --------------- | ----------------- | ----------------- | ------------ |
| 13. | «Песня Кэролла» | Владимир Высоцкий | Владимир Высоцкий | 1:09         |
| 14. | «Старинная»     | Алексей Зубарев   | Алексей Зубарев   | 4:34         |

## Участники записи
В отсутствие действующего состава группы «Настя» в записи альбома принимали участие:
- Настя Полева — вокал
- Егор Белкин — аранжировка, гитара, ударные, продюсер
- Вадим Самойлов — гитара, клавишные, барабаны, бас (8)

### Другие музыканты, принимавшие участие в записи альбома
- Вадим Шавкунов — бас (1)
- Андрей Васильев — гитара (1)
- Игорь Гришенков — клавишные (1)
- Глеб Вильнянский — клавишные (1)
- Юрий Шевчук — вокал (13)
- Группа Алексея Зубарева (14)

### Технический персонал
- Звукорежиссёры: Вадим Самойлов, Михаил Кувшинов, Игорь Сорокин, Никита Иванов
- Кутюр-коллаж: Александр Коротич, Василий Гаврилов, Василий Храмов
- Фотографии: Богдан Поляков
- Художник: Василий Гаврилов, Павел Семёнов

Запись сделана на студии «НП» г. Екатеринбург, 1994
кроме:
(1) — студия Игоря Бабенко,
(13) — студия ДДТ,
(14) — студия «Форум»

## Дополнительные факты
- Песня «Танец на цыпочках» впервые была исполнена на IV фестивале Свердловского рок-клуба и была помещена в одноимённый сборник. Через год на фестивале «Мисс Рок-90» в Киеве она была признана лучшей композицией.[2] Единственная песня в альбоме, записанная оригинальным составом «Насти».
- Песня «Кошка» ранее была исполнена Настей Полевой на 5-летнем юбилее «Агаты Кристи». Исполнение этой песни зафиксировано в альбоме «Пять лет. Юбилей».
- Песня «Голоса» ранее исполнялась Настей Полевой совместно с группой «Апрельский марш». Оригинальный вариант совместного исполнения зафиксирован в одноимённом магнитоальбоме. После выхода «Танца на цыпочках» версия Насти превзошла по популярности оригинал.
- Аранжировки песен «Размышления компьютера о любви» и «Forever» были сохранены в оригинальном виде. Так как ранее последняя композиция существовала в инструментальном виде, Егору Белкину пришлось потрудиться с написанием дополнительных инструментальных партий и текста на английском языке.
- На песню «Голоса» был снят анимационный видеоклип.
- Песня «Танец на цыпочках» также была исполнена группой «Чайф» в альбоме «Симпатии» в 2000 году.
- Стихотворное вступление к композиции «Герои» было придумано Егором Белкиным и посвящено героям рок-н-ролла. Также в композиции звучат оригинальные отрывки из следующих песен:

1. Аквариум — Ласточка
2. Наутилус Помпилиус — Я хочу быть с тобой
3. ДДТ — Что такое осень
4. Агата Кристи — Сирота
5. Чайф — Утро, прощай